# Fritz Kirchhoff
Fritz Kirchhoff (10. prosince 1901, Hannover – 25. června, 1953 Hamburk) byl německý režisér a filmový producent. V období nacistického Německa byl významným režisérem: např. v roce 1942 se podílel na protibritském propagandistickém snímku Anschlag auf Baku (Útok na Baku) o operaci Blau. 5. Juni, Der, jeho další film ze stejného roku, jenž zachycoval německé vítězství nad Francií, byl na rozkaz Goebbelse stažen, prý kvůli tomu, aby nepobouřil vichistickou vládu. Po druhé světové válce si Kirchoff založil v Hamburku vlastní produkční společnost, kde také o pár lety později sám zemřel.

## Filmografie
Výběr dle ČSFD:
- 1937: Tango Notturno
- 1937: Papas Fehltritt (krátký film)
- 1937: Oh, diese Ehemänner
- 1937: Meine Freundin Barbara
- 1937: Když ženy mlčí
- 1938: Stíny nad přístavem
- 1938: Dvě manželství paní Máji
- 1939: In letzter Minute
- 1939: Drei wunderschöne Tage
- 1940: Věčný pramen
- 1942: 5. Juni, Der
- 1942: Anschlag auf Baku
- 1943: Wenn der junge Wein blüht
- 1944: Warum lügst Du, Elisabeth?
- 1944: Frau für drei Tage, Eine
- 1945: Eines Tages
- 1949: Verführte Hände
- 1949: Schuld allein ist der Wein
- 1950: Nur eine Nacht